# Погорелое Городище
Погоре́лое Городи́ще — село в Зубцовском районе Тверской области России.
Административный центр Погорельского сельского поселения.

## География
Расположено на реке Дёрже в 150 км к юго-западу от Твери и в 25 км восточнее Зубцова.
Северная граница села проходит по автомагистрали М9 «Балтия», южнее села находится станция Погорелое Городище железнодорожной линии «Москва — Ржев — Рига», в 2 км восточнее села расположен аэродром частной авиации «Орловка».

## История
Согласно легенде, записанной в XIX веке, на месте села стоял древний русский город Держиславль.
В XIV веке поблизости от современного Погорелого Городища находился город Холм — центр удельного Холмского княжества, который предположительно располагался на месте современной деревни Красный Холм того же Зубцовского района. Первое упоминание этого города можно встретить в летописи в 1144 году: «Холм погоре весь и церквы святого Ильи» — записано в Новгородской летописи.
На месте современного Погорелого Городища располагался пригород Холма — Новый городок, который также называли Хорвач. Эти пункты были разделены между сыновьями Всеволода Холмского. Впоследствии Холм отошёл в юрисдикцию Тверского Великокняжеского двора, а Новый городок получил развитие. В XVI веке он вошёл в Старицкое княжество. В этот период времени именовался Новым Городищем.
При походе на Новгород опричники Ивана Грозного сожгли Новое Городище, и после пожара сам царь в духовой грамоте 1572 года нарёк место Погорелым Городищем. Под этим именем село известно и ныне.
В начале XVII века в крепости почти год стоял отряд шведских наёмников капитана Делагарди. Потом к городу подошли польские войска гетмана Ходкевича. Штурмовать укрепления поляки не стали, постояв неделю, пошли на Москву.
Видимо, такое поведение поляков объясняется их отношением к местному уроженцу Фёдору Андронову. Он был казначеем Московского царства и сторонником посажения на царство царевича Владислава. В руках у Андронова были царские венцы. Согласно легенде, Фёдор приезжал на встречу с Ходкевичем и спрятал одну из царских шапок в подземных ходах под Погорелым Городищем.
Погорелое Городище упоминается в грамоте царя Михаила Фёдоровича, которая освобождает жителей от податей на пять лет, чтобы они смогли осесть на пепелище. В 1617 году Гаврила Пушкин сжёг посад, чтобы у противника не было тёплых квартир для осады крепости.
В 1708 году Погорелое Городище под именем города приписано к Смоленской губернии, с 1719 года находилось в Тверской провинции Санкт-Петербургской губернии, с 1727 года — в Новгородской губернии, с 1775 года — в составе Тверского наместничества. С 1796 года Погорелое Городище — посад Тверской губернии.
В 1803 году в Погорелом Городище в семье приходского священника родился будущий митрополит Киевский и Галицкий Платон (Городецкий)е.
В декабре 1826 года Погорелое Городище посетил Александр Сергеевич Пушкин, который нашёл царскую грамоту с упоминанием Гаврилы Пушкина, о чём написал в письме Н. Раевскому-младшему в 1829 году: «Он был всем, чем угодно, даже поджигателем, как это доказывается грамотою, которую я нашел в Погорелом Городище – городе, который он сжёг…». Известно, что острог в Городище вместе с домами горожан прадед Пушкина уничтожил в 1617 году перед приходом «польских людей». Позже царь Михаил Федорович уважил просьбу жителей Погорелого о поселении их на прежних местах, о чём и говорилось в грамоте, хранившейся в местной церкви. Посещение этих мест А. С. Пушкиным краеведы, опираясь на косвенные данные, связывают со временем работы поэта над «Борисом Годуновым», где описываются события Смутного времени.
В 1864 году в посаде Погорелое Городище — 384 дома (из них 6 каменных), 2500 жителей, 48 лавок, 1 харчевня, торговые ряды, добровольное пожарное общество, церковь Богоявления Господня (1808) и церковь Св. Пророка Ильи (1821), построенная помещиком Ф. И. Ладыженским. В 1897 году население 2393 жителя, мещане занимаются земледелием и валянием обуви. 4 спичечные фабрики со 186 рабочими, вырабатывающими ежегодно до 5 млн штук спичек.
В июле 1925 года посад Погорелое Городище был отнесён к сельским поселениям. С 1929 года село Погорелое Городище центр Погореловского района в составе Западной области, с 1935 года — в Калининской области.
В годы Великой Отечественной войны село оккупировано 11 октября 1941 года. 4 августа 1942 года село было освобождено в ходе 1-й Ржевско-Сычёвской операции, частью которой была Погорело-Городищенская операция 20-й армии Западного фронта 1942 года. Операцию разрабатывал и проводил командующий фронтом Г. К. Жуков. Впервые наступательная операция была проведена на стыке двух армий (20-й и 31-й) и двух фронтов (Западного и Калининского). Погорелое Городище освобождала 251 стрелковая дивизия полковника Басана Городовикова. Писатель Сергей Кутейников назвал эту операцию — «Первый нокдаун Ржевской битвы».
После освобождения села от немецких войск в нём оставалось всего 905 человек.
В селе 2 братские могилы воинов Красной Армии.
Генрих Падва в начале своей карьеры (в 1950-е годы) полтора года был единственным адвокатом в Погорелом Городище.

## Население
| 1859  | 1897  | 1939  | 1959  | 1997  | 2002  | 2008  |
| ----- | ----- | ----- | ----- | ----- | ----- | ----- |
| 2233  | ↘1664 | ↗2165 | ↘2150 | ↘1692 | ↘1519 | ↘1506 |
| 2010  |       |       |       |       |       |       |
| ↘1360 |       |       |       |       |       |       |

## Инфраструктура
В 1997 году в селе имелись администрация сельского округа, АООТ «Погорельский льнозавод», инкубаторно-птицеводческая станция, межлесхоз, лесничество, отделение нефтебазы, средняя школа, детсад, ДК, библиотека, кинотеатр, больница, аптека, баня, столовая, 7 магазинов.

## Достопримечательности
- На городке (ныне кладбище) сохранились земляные укрепления XIV века.
- Сохранилась часть линии немецкой обороны.
- В местном Доме культуры работает небольшой музей «Дорога к Пушкину», открытый в августе 2018 года по инициативе народного художника России Бориса Диодорова[5]. Но самые ценные и раритетные вещи музейной экспозиции находятся в другом помещении музея — двух сейфовых комнатах здания казначейства XIX века в городе Зубцове[13].

- Река Дёржа в селе Погорелое Городище
- Река Дёржа в селе Погорелое Городище
- Аэродром Орловка